# Matpalli, Devadurga
Matpalli là một làng thuộc tehsil Devadurga, huyện Raichur, bang Karnataka, Ấn Độ.